# تپه سلطان چشمه سی
تپه سلطان چشمه سی مربوط به دوره اشکانیان و دوره ساسانیان است و در شهرستان میانه، بخش مرکزی، دهستان اوچ تپه شرقی، ۳ کیلومتری جنوب روستای گونلو واقع شده و این اثر در تاریخ ۲۷ آبان ۱۳۸۶ با شمارهٔ ثبت ۲۰۲۰۹ به‌عنوان یکی از آثار ملی ایران به ثبت رسیده است.